# Nacerdes schneideri
Nacerdes schneideri es una especie de coleóptero de la familia Oedemeridae.

## Distribución geográfica
Habita en Sichuan (China).